# Teatro de la Sena
(Carlo Goldoni, Delle commedie di Carlo Goldoni avvocato veneto)
Il Teatro de la Sena, ovvero "della Scena", di Feltre, in provincia di Belluno, è un teatro di rilevanza storico-artistica situato all'interno del Palazzo della Ragione.

## Storia
Dopo l'"Eccidio di Feltre" e la distruzione della città da parte delle truppe imperiali Asburgiche durante il conflitto della Lega di Cambrai viene scelto il Palazzo della Ragione per la costruzione del Teatro. Feltre fa parte della  Repubblica di Venezia e di conseguenza risente del successo che i teatri hanno a Venezia.
Seppur a partire dal 1621 funzionava già come teatro è a partire dal 1684 che venne destinato definitivamente a teatro pubblico.
Come cita il podestà Veneziano Andrea Pesaro: "Vi tenevano di continuo una sena per recitar commedie in carnevale".
Durante il Carnevale del 1730 il drammaturgo veneziano Carlo Goldoni vi debuttò con le sue prime opere comiche Il buon padre (andata perduta) e La cantatrice.
Nel 1769 il Teatro venne colpito da un fulmine per poi riaprire nel 1797 anno della Caduta della Repubblica di Venezia e subito richiuso.
Tra il 1802 e il 1810 venne ristrutturato dall'architetto veneziano Giannantonio Selva e successivamente decorato dal pittore e scenografo Tranquillo Orsi.
Una attività di restauro fu iniziata nel 1971, dopo una campagna di sensibilizzazione iniziata nel 1966, ideata da Anna Paola Zugni Tauro e sostenuta dalla sezione cittadina di Italia Nostra, e si protrassero con alterne vicende fino agli anni ‘90.
Il Teatro de la Sena è conosciuto anche con l'appellativo di "Piccola Fenice".